# Kirchenburg Rode

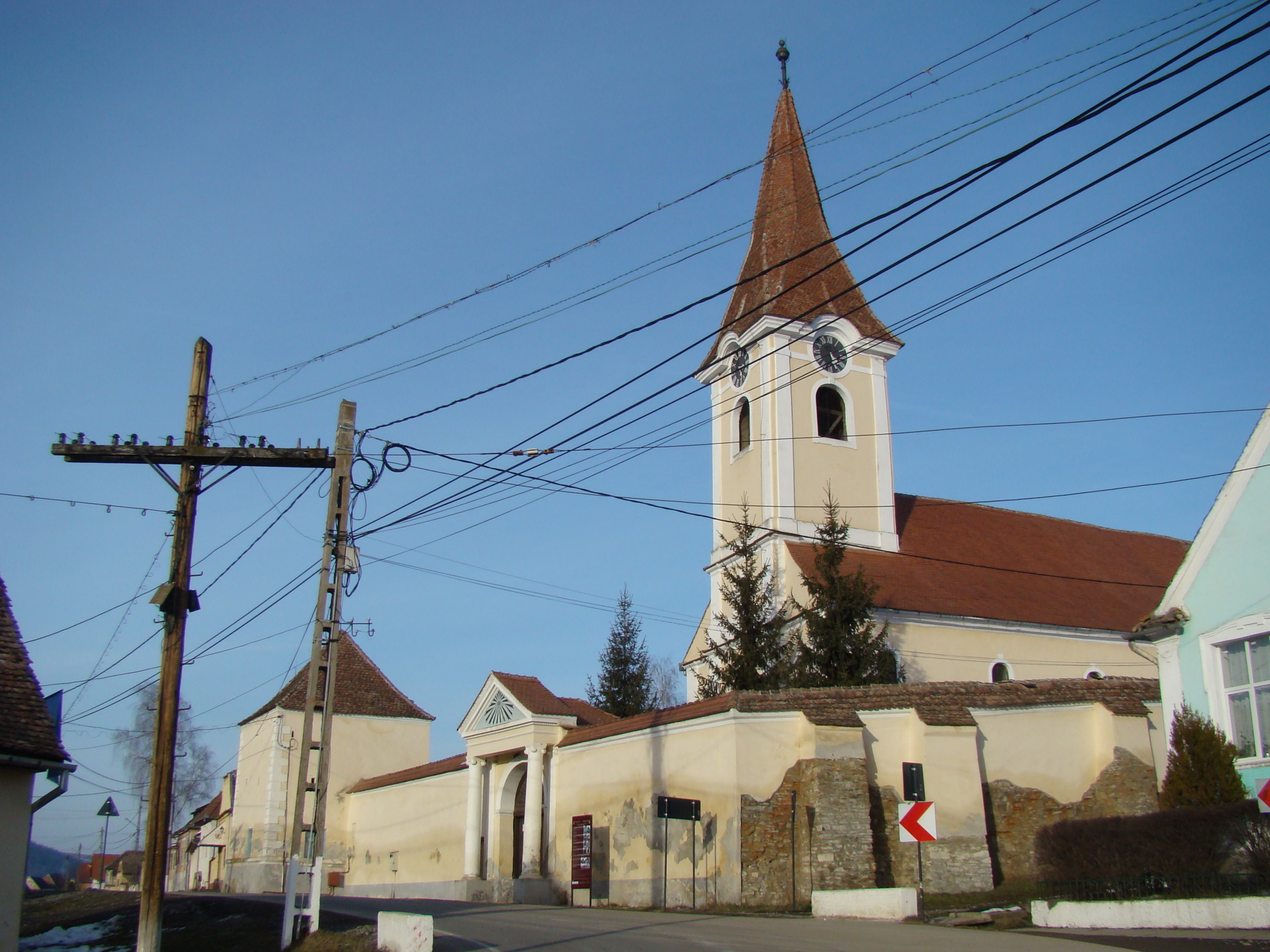
Kirchenburg Rode

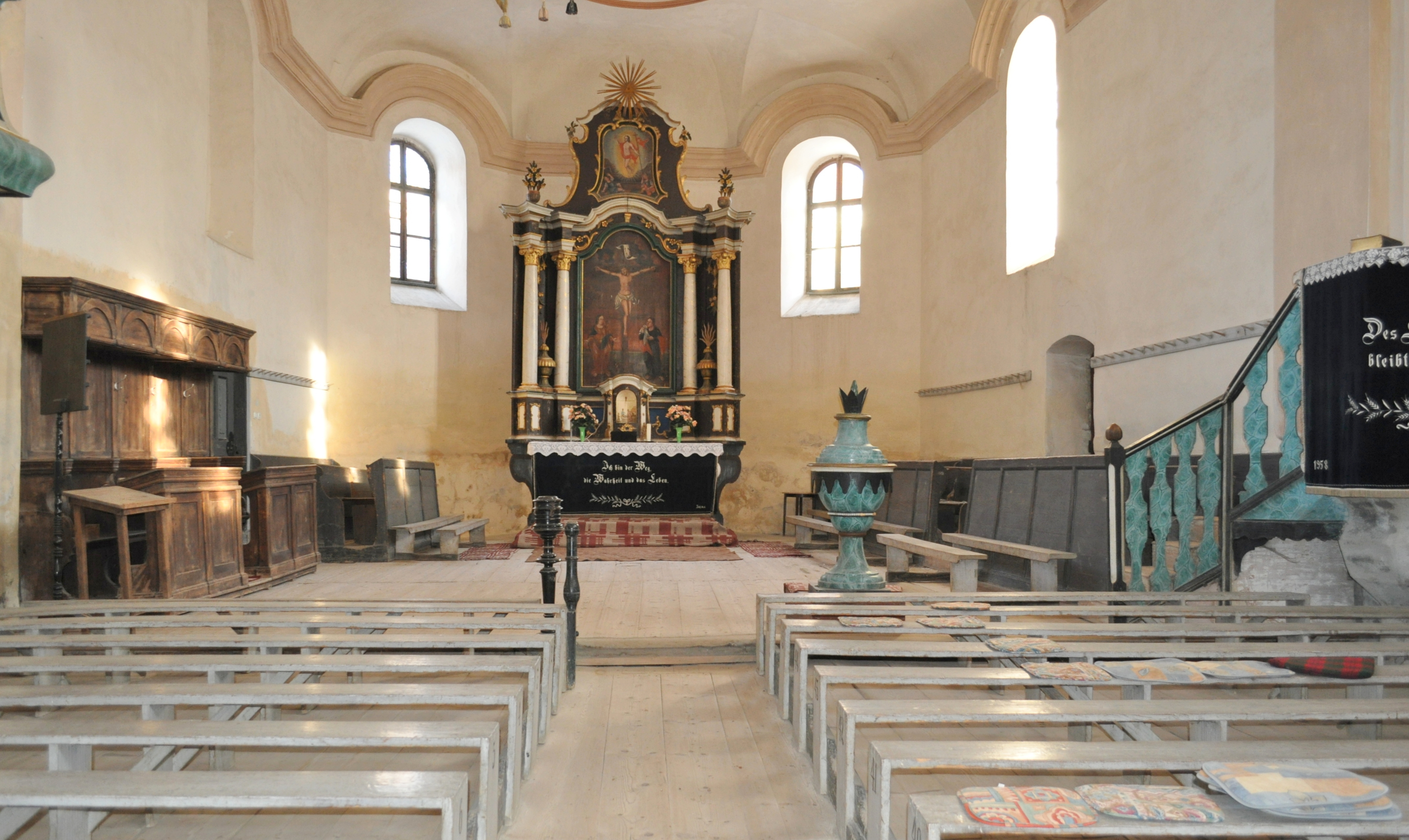
Innenansicht

Die Kirchenburg Rode (rumänisch Biserica fortificată din Zagăr) befindet sich im siebenbürgischen Zagăr (Rode) im Osten der Hauptgasse des Dorfes.

## Geschichte
Rode war ein bedeutender Ort im Kokelburger Komitatsboden, was sich an der Größe der Kirchenburg zeigt. Die Kirche entstand 1783 im Stil des Barock anstelle eines romanischen Vorgängerbaus.

## Bering
Der Bering, fertiggestellt 1641, ist vierseitig und mit einem Nordwestturm mit Pyramidendach, einer Nordwestbastei und einem kleineren Südostturm. Der Zugang zur Kirchenburg ist ein von Säulen flankiertes Portal mit klassizistischem Giebel. Im Inneren der Anlage befinden sich noch hölzerne Gaden mit Pultdach, unter denen sich Fruchtkästen befanden.

## Kirchenbau
Der einfache strebepfeilergestützte Bau hat einen polygonal geschlossenen fünfseitigen Chor, nur wenig schmaler als der Saalbreite. Der Saal ist flach gedeckt und mit Stuckmedaillons und Doppelgurten, die auf klassizistischen Pilastern ruhen, reich gegliedert. Auf der steinernen Westempore, die durch Seitenkanzeln erweitert ist, steht die Orgel von 1856. Die Orgelempore der nördlichen Glater, die Kanzel und der Taufstein sind malachitgrün marmoriert. Im Chor steht der reich gefasste Säulenaltar von Daniel Petersberger aus Mediaș. Das Mittelbild ist von korinthischen Säulen flankiert, darunter befindet sich eine Sakramentsnische. Über dem Architrav befindet sich eine Darstellung des auferstandenen Christus.